# Анете
Антонио Салас Кинта, по-известен като Анете (на испански: Añete), е испански футболист, нападател.

## Кариера
Роден е 1 октомври 1985 г. в испанския град Севиля. Започва кариерата си от юношеските формации на Реал Сосиедад. Не успява да пробие в първия отбор и кариерата му преминава в долните дивизии на Испания. Играе последователно в тимовете на Кория, Сан Роке, Хаен и Сеута.
През 2012 г. заиграва в Гърция в отбора на Олимпиакос (Волос). Изкарва един сезон, в който отбелязва 9 гола в 39 мача. През следващия сезон преминава в градския съперник – Ники. С него играе във втора дивизия на Гърция и става голмайстор на шампионата с 21 гола, вкарани в 37 мача. През юли 2014 г. е привлечен от Пепе Мурсия в състава на Левски (София) и става четвъртият испанец обличал „синята“ фланелка.
На 14 септември 2014 г. в домакинската победа 2:0 срещу Славия вкарва първия си гол за „сините“ след много красив прехвърлящ удар. В следващия кръг при гостуване на Хасково отбелязва отново при успех с 4:1. На 2 ноември негов гол донася трите точки на тима при 1:0 срещу Локомотив София в Надежда. Разписва се и при равенство 2:2 срещу Литекс в София. Постепенно се утвърждава като основната фигура в Левски. На 29 април 2015 г. в полуфинален мач за купата на България срещу Лудогорец, вкарва изключително важен гол в последната секунда от продължението и така класира отборът си на финала. Феновете на Левски започват да скандират неговото име на всеки мач, нещо което не са правили отдавна за футболист на любимия им отбор. Анете се превръща и в голмайстор на сезон 2014/2015 с 15 попадения след като вкарва два гола срещу Марек в последния кръг и така изпреварва основният му конкурент за приза Мартин Камбуров с един гол.